# Eilandfluiter
De eilandfluiter (Pachycephala phaionota) is een zangvogel uit de familie Pachycephalidae (dikkoppen en fluiters).

## Verspreiding en leefgebied
De eilandfluiter komt voor in de oostelijke Molukken en op eilanden ten westen van Nieuw-Guinea.

## Status
De grootte van de populatie is niet gekwantificeerd maar de soort wordt omschreven als vrij algemeen. Op de Rode lijst van de IUCN heeft deze soort de status niet bedreigd.